# John Larkin (acteur, 1877-1936)
Pour les articles homonymes, voir Larkin et John Larkin.
Jolly John Larkins, né le 25 novembre 1877 à Wilmington (Caroline du Nord) et mort le 18 mars 1936 à Los Angeles (Californie), est un acteur américain, généralement crédité John Larkin.

## Biographie
Dès 1898, à vingt ans, John Larkin débute au théâtre dans le répertoire du minstrel show et du vaudeville.
Au cinéma, il contribue à quarante-sept films américains, le premier étant Man to Man d'Allan Dwan (1930, avec Phillips Holmes et Grant Mitchell) ; ses cinq derniers (dont La Fille du bois maudit d'Henry Hathaway, avec Fred MacMurray et Sylvia Sidney) sortent en 1936, année de sa mort prématurée, à 58 ans.
Dans l'intervalle, mentionnons Pur-sang de Charles Brabin (1931, avec Clark Gable et Madge Evans), The Wet Parade de Victor Fleming (1932, avec Walter Huston et Wallace Ford) et Mississippi de Wesley Ruggles et A. Edward Sutherland (1935, avec Bing Crosby et Joan Bennett).

## Filmographie partielle
- 1930 : Man to Man d'Allan Dwan : Bildad
- 1931 : The Prodigal d'Harry A. Pollard : Andrew Jackson Jones
- 1931 : Pur-sang (Sporting Blood) de Charles Brabin : Oncle Ben
- 1931 : Gold Dust Gertie de Lloyd Bacon : un serveur du yacht
- 1931 : Le Beau Joueur (Smart Money) d'Alfred E. Green : Snake Eyes
- 1932 : Mes petits (Emma) de Clarence Brown : un porteur à la gare
- 1932 : The Wet Parade de Victor Fleming : Moses
- 1932 : Gare centrale (Union Depot) d'Alfred E. Green : un porteur avec Ruth
- 1932 : Lena Rivers de Phil Rosen : Lucifer Lucy Jones
- 1932 : Mon grand (So Big) de William A. Wellman : Jeff
- 1932 : Street of Women d'Archie Mayo : un serveur
- 1932 : Crooner de Lloyd Bacon : un employé de vestiaire
- 1932 : Love Is a Racket de William A. Wellman : Tod
- 1933 : Le Fascinateur (The Great Jasper) de J. Walter Ruben : Chippy
- 1933 : Gabriel au-dessus de la Maison-Blanche ou Le Président dictateur (Gabriel over the White House) de Gregory La Cava : Sebastian
- 1933 : La Loi de Lynch ou Triomphe de la jeunesse (This Day and Age) de Cecil B. DeMille : un habitant de Shoeshine
- 1933 : Danseuse étoile (Stage Mother) de Charles Brabin : le portier
- 1933 : La Revanche du cœur (Bed of Roses) de Gregory La Cava : un homme à la sortie de prison
- 1933 : Ann Vickers de John Cromwell : Trusty
- 1934 : Bedside de Robert Florey : un porteur à la gare
- 1934 : The Witching Hour d'Henry Hathaway : Clarence
- 1934 : L'Introuvable (The Thin Man) de W. S. Van Dyke : un porteur
- 1934 : Agent no  13 (Operator 13) de Richard Boleslawski : un pêcheur
- 1934 : Mariage secret (The Secret Bride) de William Dieterle : un portier
- 1935 : Mississippi de Wesley Ruggles et A. Edward Sutherland : Rumbo
- 1935 : Roses de sang (So Red the Rose) de King Vidor : un compagnon de Caton
- 1935 : Poursuite (Pursuit) d'Edwin L. Marin : le diacre
- 1935 : Diamond Jim d'A. Edward Sutherland : le majordome
- 1935 : Broadway Hostess de Frank McDonald : Moses
- 1936 : La Fille du bois maudit (The Trail of the Lonesome Pine) d'Henry Hathaway : un serviteur
- 1936 : Le Grand Ziegfeld (The Great Ziegfeld) de Robert Z. Leonard : Sam
- 1936 : Betsy (Hearts Divided) de Frank Borzage : Isham
- 1936 : Les Verts Pâturages (The Green Pastures) de Marc Connelly et William Keighley : Sexton